# Stefania Wolicka
Stefania Wolicka, född 1851, död 1937, var en polsk akademiker (historiker). 
Hon blev 1875 den första kvinna att doktorera i historia vid Zürichs universitet, ett lärosäte som vid just denna tid kom att bli ett centrum för studerande kvinnor i Europa.